# 明六社
明六社（めいろくしゃ）は、明治初期に設立された日本最初の近代的啓蒙学術団体。

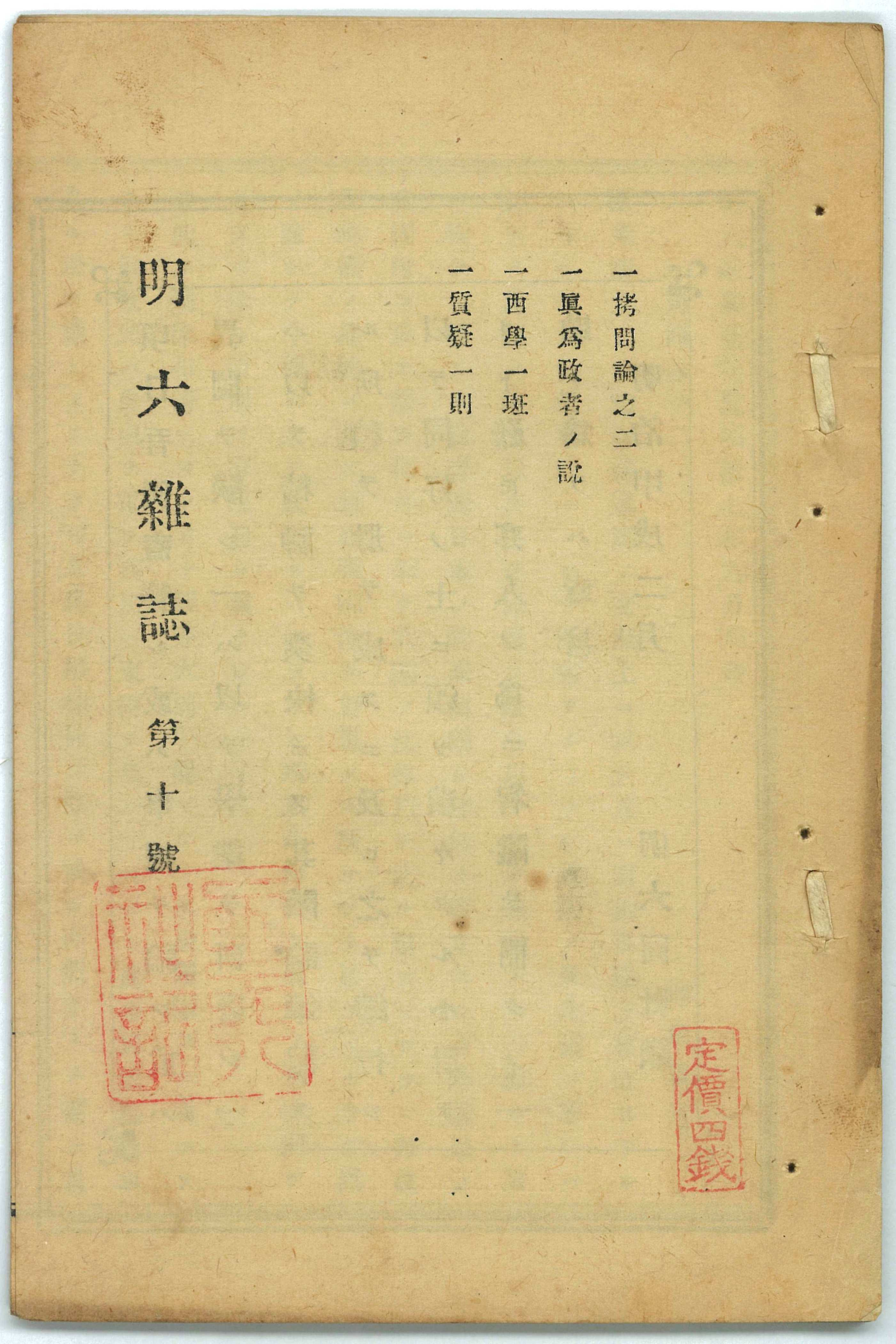
明六雑誌。1874年（明治7年）発行の第十号

## 概要
1873年（明治6年）7月にアメリカから帰国した森有礼が、福澤諭吉・加藤弘之・中村正直・西周・西村茂樹・津田真道・箕作秋坪・杉亨二・箕作麟祥らと共に同年秋に啓蒙活動を目的として結成。名称の由来は明治六年結成からきている。会合は毎月1日と16日に開かれた。会員には旧幕府官僚で、開成所の関係者と慶應義塾門下生の「官民調和」で構成された。また、学識者のみでなく旧大名、浄土真宗本願寺派や日本銀行、新聞社、勝海舟ら旧士族が入り乱れる日本の錚々たるメンバーが参加した。
1874年（明治7年）3月から機関誌『明六雑誌』を発行、開化期の啓蒙に指導的役割を果たしたが、1875年（明治8年）、太政官政府の讒謗律・新聞紙条例が施行されたことで機関誌の発行は43号で中絶・廃刊に追い込まれ事実上解散となった。後に明六社は明六会となり、福澤諭吉を初代会長とする東京学士会院、帝国学士院を経て、日本学士院に進展する原流ともなった。

## 沿革
帰国した森有礼は、富国強兵のためにはまずは人材育成が急務であり、「国民一人一人が知的に向上せねばならない」と考えていた。そして欧米で見聞してきた「学会」なるものを日本で初めて創立しようと考える。「帝都下の名家」を召集するために西村茂樹に相談し、同士への呼びかけを始めた。当時、27歳であった福沢諭吉を会長に推すも固辞し、森が初代社長に就任。最初の定員は10名で、西周・津田真道・中村正直・加藤弘之・箕作秋坪・杉亨二・箕作麟祥で創立された。
会員は、「定員」「通信員」「名誉員」「格外員」に分けられていた。同年4月11日には第一号の会報が発行され、雑誌掲載論文数は156編に及んだ。いずれも明治初期の時代精神を映した論考であり、発行部数は月平均3200部に達した。明治8年9月になり、明六雑誌の休刊が決定され、多くは文部省直轄の東京学士院・帝国学士院へと移行していった。

## 会員

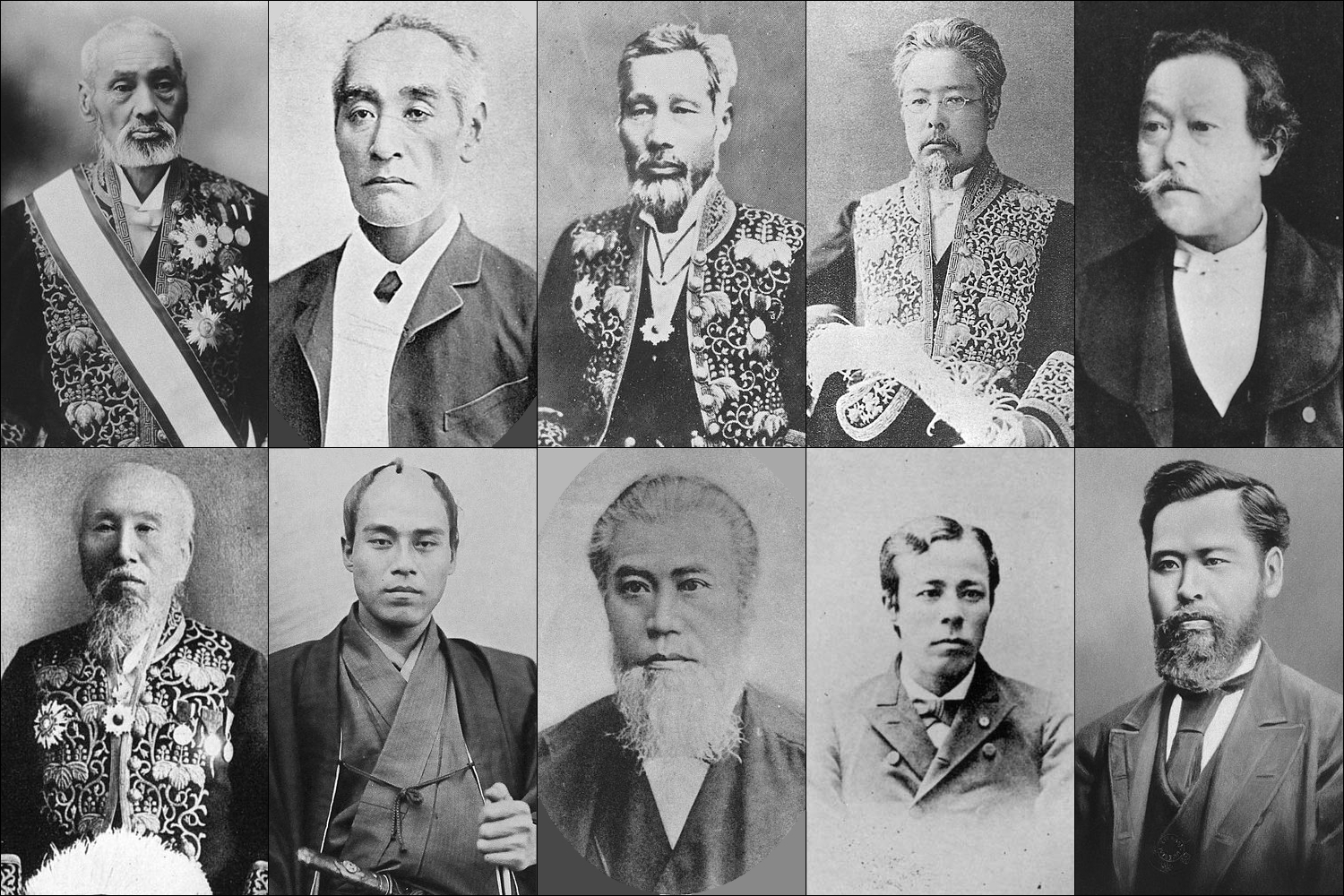
明六社の設立メンバー
加藤弘之 / 杉亨二 / 津田真道 / 中村正直 / 西周
西村茂樹 / 福澤諭吉 / 箕作秋坪 / 箕作麟祥 / 森有礼

蕃書調所・開成学校・大学南校・東京医学校など、後に東京帝国大学の前身となる教育機関、および慶應義塾の関係者が多数参加していた。
- 杉田玄端（慶應義塾医学所附属診療所主任）
- 杉浦弘蔵（開成学校長）
- 秋山恒太郎（慶應義塾長）
- 前島密（報知新聞社長）
- 長与専斎（東京医学校校長）
- 早矢仕有的（慶應義塾、丸屋商社設立）
- エドワード・ハリス（大学南校教授）
- 奥平昌邁（旧中津藩主）
- 荘田平五郎（慶應義塾）
- 沼間守一（嚶鳴社設立者）
- 古沢迂郎（大阪日報社長）
- 福地源一郎（東京日日新聞主筆）
- 島地黙雷（浄土真宗本願寺派）
- 吉原重俊（日本銀行総裁）
- 四屋純三郎（慶應義塾）
- 藤野善蔵（慶應義塾長）
- 松田道之（東京府知事）
- 亀井茲監（旧津和野藩主）
- 伊達宗城（旧宇和島藩主）
- 高橋是清（日本銀行総裁、大蔵大臣）
- 石川舜台（浄土真宗本願寺派）
- 久保田譲（慶應義塾）
- サミュエル・ロビンス・ブラウン（宣教師、神学塾設立）
- 植木枝盛（立志社設立者の一人）
- 勝安芳（外務大丞、海軍大輔）
- 南条文雄（梵語学者）
- 菊池大麓（東京帝国大学総長、第18代文部大臣）
- 外山正一（東京帝国大学総長）
- 箕作佳吉（東京帝国大学理科大学学長）
- 渡部温（東京外国語学校校長）
- 浅井晴文（左院五等議官）
- ウィリアム・グリフィス（大学南校・開成学校教授）
- 大槻文彦（国語学者）
- 柏原孝章（旧適塾塾頭、駿府病院二等御医師）
- 加藤弘之（蕃書調所教授）
- 神田孝平（文部少輔）
- 九鬼隆一（帝室博物館総長）
- 阪谷朗廬（岡山興譲館初代館長）
- 清水卯三郎（洋書医療器械販売業「瑞穂屋商店」店主）
- 杉亨二（蕃書調所教授）
- 世良太一（統計学社副社長）
- 高木三郎（駐米弁務使館書記官）
- 田中不二麿（文部大輔）
- 辻新次（大学南校長、初代文部次官、大日本教育会長）
- 津田仙（学農社農学校開設）
- 津田真道（蕃書調所所属）
- 富田鐵之助（日本銀行総裁）
- 中村正直（昌平坂学問所教授）
- 西周（沼津兵学校初代会長）
- 西村茂樹（文部大書記官）
- 畠山義成（鹿児島開成学校校長）
- 肥田昭作（慶應義塾）
- 福澤諭吉（慶應義塾創立者）
- 古川正雄（慶應義塾）
- 箕作秋坪（蕃書調所教授手伝）
- 箕作麟祥（和仏法律学校初代校長）
- 森有礼（初代文部大臣）